# Аханнуш, Азиз
Азиз Аханнуш (бербер. ⵄⴰⵣⵉⵣ ⴰⵅⴻⵏⵏⵓⵛ; шильх. Ɛaziz Axnnuc; араб. عزيز أخنوش‎; род. 16 августа 1961, Тафраут, Сус — Масса) — марокканский политический и государственный деятель, предприниматель; премьер-министр Марокко с 7 октября 2021 года. Один из богатейших людей Марокко, миллиардер, личный друг короля Мухаммеда VI.

## Биография

### Образование
Азиз Аханнуш получил начальное и среднее образование в Касабланке. В 1986 году окончил Шербрукский университет со степенью менеджмента.

### Бизнес
Он является генеральным директором «Akwa Group», марокканского конгломерата, особенно активно работающего в нефтегазовом секторе. По состоянию на ноябрь 2013 года «Forbes» оценил его собственный капитал в 1,4 миллиарда долларов. Аханнуш унаследовал «Akwa Group» от своего отца.
В 2019 году его личное состояние по версии «Forbes» оценивалось в 1,9 миллиарда долларов, что делало его вторым после короля богатейшим человеком в Марокко. Через принадлежащую ему холдинговую компанию «Akwa» Аханнушу принадлежат около шестидесяти компаний, включая «Afriquia», «Tissir Gaz», «National Gaz», «Ultra Gaz», «Mini Brahim», «Speedy», «Oasis Café», «Maghreb Oxygène», «Nissa Min Al Maghrib», «Femmes du Maroc», «La Nouvelle Tribune», «Le Courrier de l’Atlas» и «La Vie Economique».
В 2020 году Аханнуш был 21-м в ежегодном списке самых богатых арабов мира по версии «Forbes».

### Политика
С 2003 по 2007 год Аханнуш был президентом регионального совета области Сус-Масса-Драа. Он был членом партии «Национального собрания независимых» («РНИ»), прежде чем покинуть её 2 января 2012 года. В сентябре 2007 года Аханнуш был назначен министром сельского хозяйства.
23 августа 2013 года король Мухаммед VI назначил его временно исполняющим обязанности министра финансов после того, как министры партии «Истикляль» ушли из кабинета Абделила Бенкирана, и занимал эту должность до 9 октября 2013 года. 29 октября 2016 года Аханнуш вернулся в «РНИ» после того, как был избран президентом партии".
В феврале 2020 года король Мухаммед VI поручил Азизу Аханнушу разработать стратегию сельскохозяйственного развития королевства до 2030 года. Этот новый план, получивший название «Зелёное поколение», является продолжением «Плана Зелёного Марокко».
В марте 2020 года через свою компанию «Afriquia», дочернюю компанию группы «Akwa», Аханнуш пожертвовал около одного миллиарда дирхамов (103,5 миллиона долларов) в Фонд управления пандемией коронавируса, основанный королем Мухаммедом VI.
На парламентских выборах 2021 года партия Аханнуша «Национальное объединение независимых» заняла первое место, получив 102 из 395 мест. 10 сентября 2021 года Азиз был назначен Мухамедом VI премьер-министром страны. 22 сентября сформировал своё новое правительство. 7 октября 2021 года Аханнуш вступил в должность нового премьер-министра Марокко.

## Семья
Женат на Сальве Идрисси, бизнес-леди, которая владеет компанией, работающей в торговых центрах, и владеет марокканскими франчайзинг для таких брендов, как «Gap», «Zara» и «Galeries Lafayette».